# We Found Love
We Found Love (ang. Znaleźliśmy miłość) – piosenka barbadoskiej piosenkarki R&B Rihanny, z jej szóstego albumu studyjnego Talk That Talk. Utwór został wyprodukowany przez szkockiego piosenkarza i DJ-a Calvina Harrisa. Piosenka miała swoją premierę w stacjach radiowych 22 września 2011 r. i tego samego dnia została wydana na iTunes.

## Tło
Utwór miał swoją radiową premierę w dniu 23 września 2011 r. w Stanach Zjednoczonych i został wydany jako singiel 11 października 2011 roku. Utwór został wyprodukowany przez szkockiego piosenkarza Calvina Harrisa. Po wydaniu i sukcesie poprzedniego albumu Rihanny pt. „Loud” z 2010 roku, wokalistka ujawniła za pośrednictwem Twittera, że płyta będzie ponownie wydana. We wrześniu 2011 roku, Rihanna napisała na swoim koncie na Twitterze, że plany dotyczące ponownego wydania reedycji zostały anulowane, a zamiast tego będzie nowy album pt. Talk That Talk.
Utwór zadebiutował na liście Billboard Hot 100 na 16 miejscu. Zajmował miejsce pierwsze przez 10 tygodni, co jest rekordem piosenkarki.

## Teledysk
Teledysk do „We Found Love” został nakręcony w dniach 26 i 27 września 2011 roku w Bangor w Północnej Irlandii, w miejscowości County Down, przed rozpoczęciem europejskiej części trasy Loud Tour. Zdjęcia z planu wyciekły do internetu w tych samych dniach. Przedstawiają one Rihannę, która ma na sobie czerwoną chustkę związaną w kształt stanika. Na niej wokalistka ma długą granatową koszulę. Na nogach artystka ma jeansy z dziurami. Rap-Up poinformował, że teledysk przypomina ten do piosenki „Only Girl (In the World)”, którego akcja także rozgrywa się wśród pól i wzgórz. 19 października 2011 roku teledysk miał premierę na Whosay.com.
Klip zaczyna się monologiem o miłości i złamanym sercu. Wiele scen w klipie przedstawia Rihannę i jej kochanka w różnych sytuacjach.
Podczas refrenu ukazana jest scena, w której Rihanna wraz ze swoim chłopakiem i tancerzami tańczą na polu. Tam również Calvin Harris pełni funkcję DJ-a. Gdy rozpoczyna się druga zwrotka, artystka i jej chłopak ukazani są w supermarkecie, wożąc się wzajemnie w koszyku i pryskając się gazowanymi napojami. Ta scena jest przerwana, gdy Rihanna i jej chłopak zaczynają, argumentując gniewnie ze sobą. Następnie klip stopniowo pokazuje, jak para przeżywa trudności w ich związku. W ostatnim refrenie, Rihanna wymiotuje czymś podobnym do serpentyn (możliwe halucynacje z zażywaniem narkotyków). Chwilę później pada na ulicy, a jej chłopak próbuje jej pomóc. Na koniec wokalistka postanawia opuścić swojego chłopaka. Wideo kończy się ukazującą płaczącą Rihannę.
Teledysk do „We Found Love” miał swą oficjalną premierę na Whosay.com w dniu 19 października 2011 roku. Teledysk spotkał się z mieszanymi uczuciami krytyków, a niektórzy chwalili jego filmowy nastrój, podczas gdy inni skrytykowali gloryfikację zażywania narkotyków i jego skutków ubocznych. Jeszcze inni uznali go za zbyt kontrowersyjny (inne to „Te Amo”, „S&M”, „Man Down”). Wielu krytyków zwróciło także uwagę na uderzające podobieństwo między byłym chłopakiem Rihanny, Chrisem Brownem i Dudleyem O’Shaughnessy, który w klipie gra chłopaka artystki, jak również w jaki sposób treść wideo wydaje się być rekonstrukcją ataku Browna.
„We Found Love” przyniósł wokalistce nagrodę Grammy 2013 w kategorii Wideoklip roku.

## Lista odtwarzania
- ; Digital download

1. „We Found Love” – 3:35

- ; German CD Single

1. „We Found Love” (Album Version) – 3:36
2. „We Found Love” (Extended Version) – 5:53

## Personel
- Rihanna – wokal główny
- Calvin Harris – tekst piosenki, produkcja, nagrywanie i mixing
- Marcos Tovar – nagrywanie
- Alejandro Barajs – asystent
- Phil Tan – mixing
- Damien Lewis – asystent od mixingu

## Notowania
| Notowania                                | Najwyższa pozycja |
| ---------------------------------------- | ----------------- |
| Australia (ARIA)                         | 2                 |
| Belgia (Ultratop 50 Flanders)            | 3                 |
| Belgia (Ultratop 40 Wallonia)            | 1                 |
| Dania (Tracklisten)                      | 1                 |
| Finlandia (Finland’s Official List)      | 1                 |
| Francja (SNEP)                           | 1                 |
| Hiszpania (PROMUSICAE)                   | 2                 |
| Holandia (Dutch Top 40)                  | 3                 |
| Irlandia (IRMA)                          | 1                 |
| Japonia (Japan Hot 100)                  | 13                |
| Kanada (Canadian Hot 100)                | 2                 |
| Nowa Zelandia (RIANZ)                    | 1                 |
| Norwegia (VG-Lista)                      | 1                 |
| Polska (Dance Top 50)                    | 1                 |
| Szkocja (The Official Charts Company)    | 1                 |
| Korea Południowa(Gaon Chart)             | 2                 |
| Szwecja (Sverigetopplistan)              | 1                 |
| Szwajcaria (Schweizer Hitparade)         | 1                 |
| UK Dance (The Official Charts Company)   | 1                 |
| UK Singles (The Official Charts Company) | 1                 |
| US Billboard Hot 100                     | 1                 |
| US Hot Dance Club Songs (Billboard)      | 39                |
| US Pop Songs (Billboard)                 | 21                |
| Włochy (FIMI)                            | 3                 |

## Certyfikaty
| Kraj          | Dostawca | Certyfikat |
| ------------- | -------- | ---------- |
| Australia     | ARIA     | Platyna    |
| Nowa Zelandia | RIANZ    | Złoto      |

## Historia wydania
| Kraj            | Data                 | Format                        | Wytwórnia          |
| --------------- | -------------------- | ----------------------------- | ------------------ |
| Wielka Brytania | 22 września 2011     | premiera radiowa              | Mercury Records    |
| USA             | 22 września 2011     | Digital download              | Def Jam Recordings |
| Włochy          | 22 września 2011     | Digital download              | Universal Music    |
| Australia       | 22 września 2011     | Digital download              | Universal Music    |
| Francja         | 22 września 2011     | Digital download              | Universal Music    |
| Belgia          | 22 września 2011     | Digital download              | Universal Music    |
| Kanada          | 22 września 2011     | Digital download              | Universal Music    |
| Dania           | 22 września 2011     | Digital download              | Universal Music    |
| Meksyk          | 22 września 2011     | Digital download              | Universal Music    |
| Nowa Zelandia   | 22 września 2011     | Digital download              | Universal Music    |
| Norwegia        | 22 września 2011     | Digital download              | Universal Music    |
| Holandia        | 22 września 2011     | Digital download              | Universal Music    |
| Hiszpania       | 22 września 2011     | Digital download              | Universal Music    |
| Szwecja         | 22 września 2011     | Digital download              | Universal Music    |
| Szwajcaria      | 22 września 2011     | Digital download              | Universal Music    |
| Brazylia        | 23 września 2011     | Digital download              | Universal Music    |
| USA             | 4 października 2011  | Urban radio                   | Def Jam Recordings |
| Wielka Brytania | 5 października 2011  | Digital download              | Mercury Records    |
| Irlandia        | 5 października 2011  | Digital download              | Universal Music    |
| USA             | 11 października 2011 | Mainstream and rhythmic radio | Def Jam Recordings |
| Niemcy          | 21 października 2011 | CD single                     | Universal Music    |